# Lauren Davis
Lauren Davis (født 9. oktober 1993 i Gates Mills, Ohio, USA) er en professionel kvindelig tennisspiller fra USA.